# Bill Mitchell (designer)
William L. Mitchell (Cleveland, 2 luglio 1912 – Royal Oak, 12 settembre 1988) è stato un designer statunitense, uno dei più noti designer automobilistici statunitensi del Novecento.

## Biografia

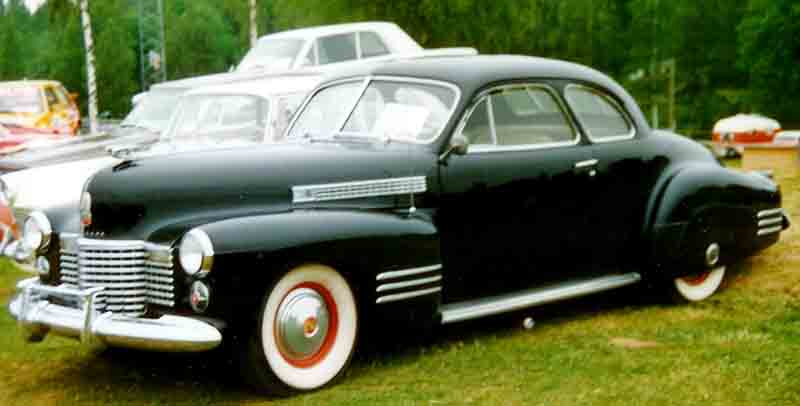
Una Cadillac Serie 62 del 1941, uno dei primi lavori di Mitchell alla GM

William L. Mitchell, più noto con il diminutivo Bill, nacque da una famiglia abbastanza agiata, ma che ben presto finì per separarsi. Il padre era proprietario di un concessionario Buick in Pennsylvania, mentre la madre era impiegata in un'agenzia pubblicitaria a New York. Da parte del padre, Bill ereditò la passione per le automobili, mentre dal lato materno, egli riprese la passione per il disegno. Questi due fattori si combinarono in maniera decisiva nel giovane Bill, il quale prese a cimentarsi proprio a New York, sotto gli occhi della madre, nel disegno di autovetture. Nei primi anni trenta, Bill cominciò a lavorare proprio in tale agenzia, dove sviluppò il suo talento per il disegno. Inoltre, non va dimenticato che i fratelli Collier, figli del padrone di questa agenzia pubblicitaria, finirono per trascinare Bill nel mondo delle corse automobilistiche. Durante una di queste esperienze con i fratelli Collier, Bill conobbe un tale, legato da un rapporto di affari con la General Motors, che gli consigliò di spedire alcuni dei suoi disegni presso la sede della società americana, che all'epoca aveva il suo vertice del settore design in Harley Earl, noto oggigiorno agli appassionati di design automobilistico per le linee opulente e vistose delle sue creazioni degli anni cinquanta (per esempio la Cadillac Eldorado).

Harley Earl, visti i disegni di Bill, non esitò a chiamarlo con sé. Siamo nel 1935: Bill Mitchell comincia la sua carriera alla General Motors, ed in particolare viene assunto al reparto Art & Colour GM, dove fece sfoggio di tutto il suo talento, conquistando immediatamente la stima di Earl.

Particolarmente significative in questo primo periodo furono le carrozzerie delle Cadillac Serie 60 e Serie 62, ufficialmente attribuite ad Earl, ma accreditate di un grande contributo stilistico da parte di Mitchell. Questi modelli, rispettivamente del 1938 e del 1941, riscossero tra l'altro un successo commerciale. Nei successivi anni del periodo bellico, Earl assegnò a Mitchell il compito di dirigere una società privata di diesegno industriale, di proprietà dello stesso Earl. Tale esperienza infuse in Mitchell anche nuove e valide capacità di dirigente, mai sperimentate in precedenza.

Poco dopo il termine del conflitto, Mitchell tornò alla General Motors, ma stavolta come direttore dello stile, ancora una volta scelto da Harley Earl alle sue dipendenze.

Nel 1958, Harley Earl, patito delle linee opulente e vistose, comprese che il suo stile era ormai datato e fuori moda: la concorrenza (tra cui il gruppo Chrysler) stava già proponendo modelli dalle linee più moderne e il gruppo GM non poteva permettersi di rimanere indietro. Fu così che, al termine di una brillante carriera, Harley Earl si ritirò dagli affari designando come suo successore proprio Bill Mitchell. Questi si era sempre distinto da Earl per il suo stile meno vistoso, meno esagerato e meno pomposo, ma non per questo più banale. Tra l'altro, colui che per primo si rese conto dei "tempi che cambiano", fu un giovane Chuck Jordan, considerato a pieno titolo l'erede di Mitchell.

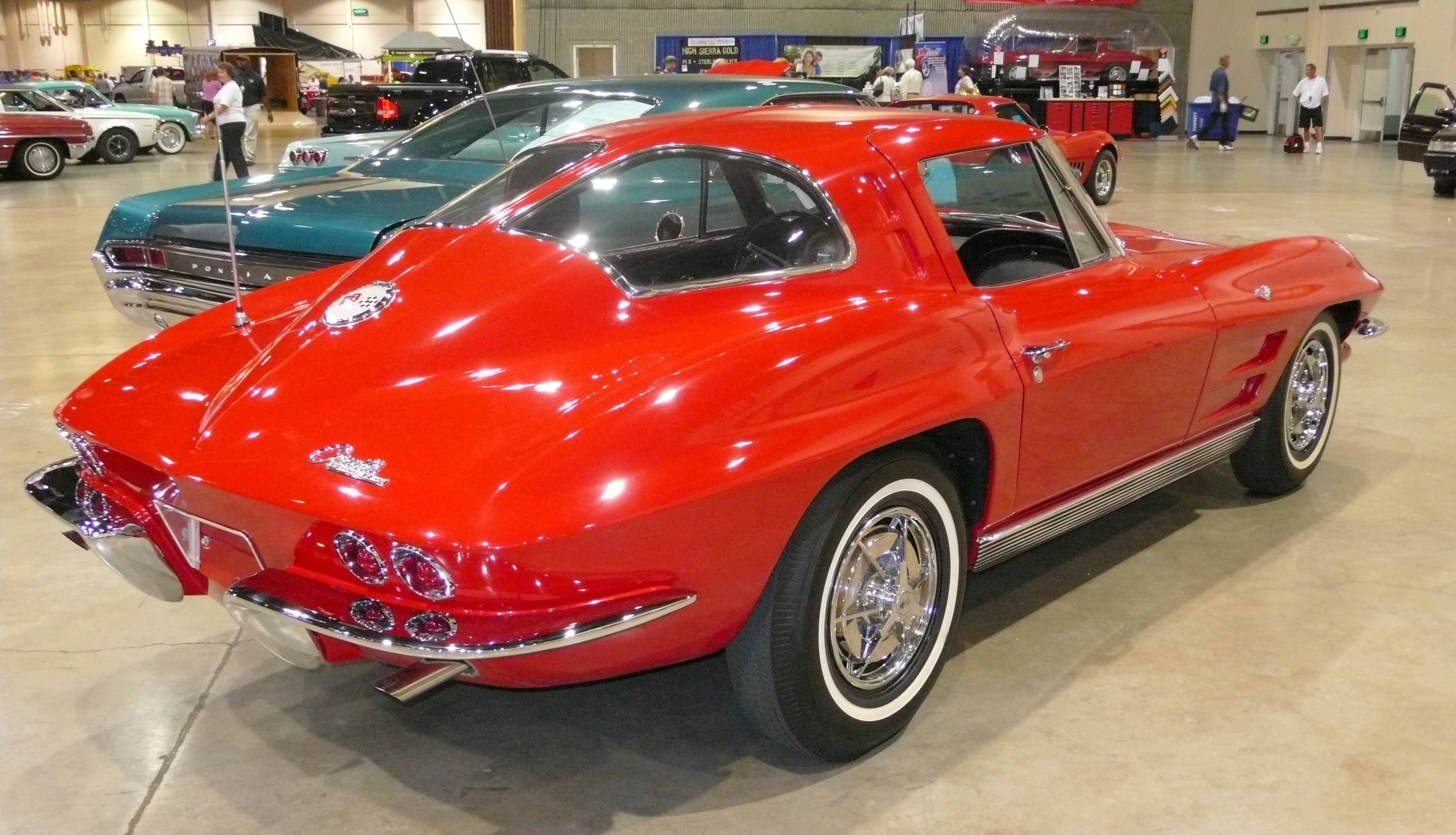
Vista posteriore di una Corvette Sting Ray, una delle prime realizzazioni firmate da Mitchell come capo del design GM

Uno dei primi lavori di Bill Mitchell come capo del design GM fu la carrozzeria della Chevrolet Corvair, vettura di dimensioni più compatte, valida esteticamente, ma un disastro dal punto di vista meccanico, tanto da renderla molto insicura su strada e decretarne un insuccesso commerciale. Nello stesso periodo nacque anche la Chevrolet Corvette Stingray, dapprima impiegata non ufficialmente e con successo nel torneo SCCA C-Modified del 1960. Bill Mitchell è considerato in particolare il vero padre dell'evoluzione stilistica della Corvette, proponendo nel tempo soluzioni estetiche che in parte si ritroveranno anche nelle Corvette degli anni 2000.

Alla fine degli anni sessanta, Mitchell firmò le linee di altri importanti modelli, come la terza generazione della Corvette e la Oldsmobile Toronado.

Bill Mitchell si ritirò dall'attività nel 1977 per andare in pensione. La morte arrivò undici anni più tardi.